# Долпопа Шераб Гялцен
Долпопа Шераб Гялцен, (1292 – 1361), известен повече просто като Долпопа е лама (тибетски будистки учител) наричан още „Буда от Долпо“. Често той е почитан като основател на традицията Джонанг на тибетския будизъм. Фактически произхода на тази линия е свързан с учителя от ранния 12 век Юмо Микьо Дордже, но тя става широко известна главно заради активността на Долпопа.

## Биография
Той е роден в района на Долпо в съвременен Непал. По-късно обаче, през 1309, когато е на седемнадесет той бяга от дома си в търсене на Будистки учения първоначално в Мустанг, а след това и в Тибет.
Долпопа става един от най-влиятелните и в същото време противоречиви тибетски учители. Първоначално монах от традицията Сакя той развива ученията известни като Шенгтонг, които са тясно свързани с индийската школа Йогачара. На него се гледа като на най-великия практукуващ и тълкувател на Калачакра или „колелото на времето“. 
През 1314, когато е на двадесет и една години, Доппопа получава пълните монашески обети от Сонам Тракпа – абата на манастира Чьолунг и дава пред него обет никога повече да не яде плътта на заклани животни. 
През 1321 Долпопа за първи път посещава манастира Джонанг. След това се отправя към манастира Цурпху, където за първи път се среща с третия Кармапа Рангджунг Дордже и водят обширни разговори за ученията. Изглежда почти сигурно, че третият Кармапа повлиява на Долпопа Шераб Гялцен, като например включването на метода Шенгтонг.  Като се изключи това той се учи изключително от линията Сакя до тридесетата си година през 1322 – повече от десетилетие в едноименния манастир.
След смъртта на своя гуру Йонтен Гяцо през 1327 Долпопа решава да изпълни пожеланията си да построи Ступа в чест на своя учител и така да бъде полезен за тези, които не могат да учат и медитират да натрупат заслуга в ума си.
През 1329 голямата Ступа бързо е построена в горен Зангден, но впоследствие тя се срутва. На следващата година в горен Зангден са положени основите за много по-голяма Ступа. Това било огромно начинание включващо многобройни работници и занаятчии. Пристигнала подкрепа от цял Тибет. През 1333 била окончателно завършена най-голямата в Тибет Ступа – Храм (Кумбум). 
След завършването на Ступата той прекарва дълги години в уединение за медитация и учене. В крайна сметка бил всеобщо признат за един от най-големите Будистки учители на Тибет и получава множество дарове, включително злато от учителя от Сакя Тишри Кунга Гялцен и златна мандала от Кармапа Рангджунг Дордже.
Долпопа се оттегля от ръководството на манастира Джонанг през 1338 и определя за свой приемник Лоцава (преводача) Лодро Бал, който остава на този пост 17 години. 

## Писмени творби
- Океан от окончателен смисъл.